# Lino Almandoz
Lino Almandóz y Segura (1812 - 1882). Militar argentino, que con el rango de Coronel ocupó interinamente el cargo de Gobernador de la Provincia de Mendoza el 2 de enero de 1862.